# Acanthodii
Achanthodiile sunt o clasă de pești disparută, ale căror specii au caracteristici comune atât pentru peștii osoși cât și pentru peștii cartilaginoși. Ca formă ei semănau cu rechinii.
Multi paleontologi consideră că acanthodienii au fost apropiați de stramoșii peștilor osoși . Deși scheletul lor interior era alcatuit din cartilaje, un material asemănător cu osul a fost descoperit în pielea acestor pești. 
Spinii fosilizați și solzi sunt adesea singurele rămășite de la acești pești găsite în fosile.
Cele mai vechi achantodii au fost cele marine, dar în timpul Devonianului, speciile de apă dulce au devenit  predominante.
Acanthodiile sunt un grup de fosile caracterizate prin faptul că prezentau de asemenea solzi mici de tip special, cu baza bombată, a cărui coroana crește prin adaugare de noi Odontodes (Un tesut calcifiat asemănător cu cel al dinților) care le acoperă exagerat pe cele precedente.
Prezența de spini mari în fața tuturor înotatoarelor, cu excepția înotătoarei caudale, are ca rezultat  o structură unică “uniune” a coroanei.
Acanthodienii sunt adesea descriși ca “ rechini spinoși”,și încă sunt considerați de unii ca fiind strâns legați sau chiar aparținând subclasei “Elasombranghii” ( Elasmobranchii este una dintre cele două subclase de pești cartilaginoși în clasa Chondrichthyes, celelalte fiind Holocephali).
Mulți  Achantodienii, Cilmatiiformes în general au o serie de “spini intermediari”, care se extind între înotătoarele pectorale și pelviene .
La prima vedere morfologia acanthodienilor arată relativ omogena, dar exoscheletul si endoscheletul osificate le face să apară ca fosile rare chiar și în condiții bune.
Cele mai multe informații din ceea ce se știe din anatomia internă a acanthodienilor vin de la acanthodienii din Carbonifer și Permian. 
Achanthodii (din greacă akantha, "spin" și eidés, "cu aspect de”)
Numele popular “rechini spinoși” este cu adevărat un termen impropriu pentru acesti pesti. Numele a fost inventat pentru ca aveau forma superficială de rechin, aveau corp hidrodinamic, înotătoare pereche, și coada puternică orientată în sus;
Acanthodiile de fapt au avut schelet cartilaginos, dar înotătoarele lor erau la bază osoase și spre vârf formau spini duri care aveau si rol defensiv, spinii osoși facându-se văzuți la toate aripile exceptând coada. 
Solzii  de la Achantodii au diferite ornamentații specifice fiecărui ordin. De aceea solzii sunt folosiți uneori la determinarea varstei relative a rocilor sedimentare.
Unii solzi erau lărgiți foarte mult și formau o captușeală osoasă care acoperea partea de sus a capului și pe jos formând centura scapulară. Alții au dezvoltat un lambou osos peste deschiderile branhiale similar cu operculumul de la peștii osoși de mai târziu.
În ciuda numelui “rechini spinoși” Achantodieni au trăit înaintea rechinilor.
Ei au evoluat în mare încaă de la începutul Silurianului, cam 50 de milioane de ani înainte ca primii rechini să apară.
Mai târziu Acanthodieni au colonizat apele dulci și au prosperat în râuri și lacuri pe durata Devonianului și în lacurile de cărbune din Carbonifer.
Dar primii pești osoși și-au arătat potențialul lor de a domina apele din toată lumea, iar competiția lor s-a dovedit a fi prea mult pentru “rechinii spinoși” care au murit în perioada permianului (~250 milioane de ani în urmă).

## Taxonomie
- Ordinul Acanthodiformes (Berg, 1940) †

Familia Mesacanthidae †
Familia Cheiracanthidae †
Familia Acanthodidae †
- Ordinul Climatiiformes (Berg, 1940) †

Familia Euthacanthidae †
- Suborden Climatiida:

Familia Gyracanthidae †
Familia Climatiidae †
- Suborden Diplacanthiida:

Familia Culmacanthidae †
Familia Tetanopsyridae †
Familia Diplacanthidae †
- Ordinul Ischnacanthiformes (Berg, 1940) †

Familia Poracanthodidae †
Familia Ischnacanthidae †